# الحجة الوحيدة الممكنة لدعم إثبات وجود الله
الحجة الوحيدة الممكنة التي إظهار وجود الله (بالألمانية: Der einzig mögliche Beweisgrund zu einer Demonstration des Daseins Gottes) هو كتاب من تأليف إيمانويل كانط، نُشر عام 1763، في الفترة المبكرة من فلسفته التي اعتبرها فيما بعد «سباتًا عقائديًا».
في ذلك، يشكك كانط في كل من الحجة الأنطولوجية عن الله (كما اقترحه القديس أنسلم) والحجة من التصميم. يجادل كانط بأن الإمكانية الداخلية لكل الأشياء تفترض وجودًا ما: 
وفقًا لذلك، يجب أن يكون هناك شيء يلغي وجوده كل الاحتمالات الداخلية على الإطلاق. هذا شيء ضروري. 
 ثم يجادل كانط بأن هذا الشيء الضروري يجب أن يكون له كل الخصائص التي تُنسب عمومًا إلى الله. لذلك فإن الله موجود بالضرورة. هذه الخطوة المسبقة في حجة كانط تتبعها خطوة لاحقة ، حيث يثبت ضرورة وجود كائن ضروري للغاية. يجادل بأن المادة نفسها تحتوي على المبادئ التي تؤدي إلى كون منظم، وهذا يقودنا إلى مفهوم الله ككائن أسمى، والذي «يحتضن في ذاته كل ما يمكن أن يفكر فيه الإنسان». «الله يشمل كل ما هو ممكن أو حقيقي».
«كانت المراجعة الجوهرية والإيجابية التي نشرها مندلسون... مسؤولة عن ترسيخ سمعة كانط في ألمانيا كفيلسوف رئيسي».